# لف ونشر
اللف والنشر هو أن تلف شيئين ثم تأتي بتفسيرهما جملة، ثقة بأن السامع يرد إلى كل واحد منهما ما له، كقوله تعالى: ﴿ومن رحمته جعل لكم الليل والنهار لتسكنوا فيه ولتبتغوا من فضله﴾، ومن النظم قول الشاعر:

## تقسيم
اللف والنشر عند أهل البديع هو من المحسنات المعنوية وهو أن يذكر شيئان أو أشياء إما تفصيلا بالنص على كل واحد أو إجمالا بأن يؤتى بلفظ يشتمل على متعدد، ثم يذكر أشياء على عدد ذلك، كل واحد يرجع إلى واحد من المتقدم ولا ينص على ذلك الرجوع بل يفوض إلى عقل السامع رد كل واحد إلى ما يليق به. وذكر الأشياء الأولى تفصيلا أو إجمالا يسمى باللف بالفتح وذكر الأشياء الثانية الراجعة إلى الأولى يسمى بالنشر.

### التفصيلي
التفصيلي ضربان، لأن النشر:
- إما على ترتيب اللف بأن يكون الأول من النشر للأول من اللف والثاني للثاني، وهكذا على الترتيب كقوله تعالى: ﴿ومن رحمته جعل لكم الليل والنهار لتسكنوا فيه ولتبتغوا من فضله﴾ ذكر الليل والنهار على التفصيل ثم ذكر ما لليل وهو السكون فيه وما للنهار وهو الابتغاء من فضل الله تعالى على الترتيب.
- وإما على غير ترتيب اللف وهو ضربان، لأنه:
  - إما أن يكون الأول من النشر للآخر من اللف والثاني لما قبله، وهكذا على الترتيب وسمي معكوس الترتيب كقوله تعالى: ﴿حتى يقول الرسول والذين آمنوا معه متى نصر الله ألا إن نصر الله قريب﴾ «قالوا متى نصر الله» قول الذين آمنوا «وألا إن نصر الله قريب» قول الرسول
  - أو لا يكون كذلك وسمي مختلط الترتيب كقولك «هو الشمس وأسد وبحر جودًا وبهاءٌ وشجاعةً».[2][3]

### الإجمالي
الإجمالي كقوله تعالى: ﴿وقالوا لن يدخل الجنة إلا من كان هودا أو نصارى﴾ أي وقالت اليهود «لن يدخل الجنة إلا من كان هودا» وقالت النصارى «لن يدخل الجنة إلا من كان نصارى»، فلف بين القولين لثبوت العناد بين اليهود والنصارى، فلا يمكن أن يقول أحد الفريقين بدخول الفريق الآخر الجنة، فوثق بالعقل في أنه يرد كل قول إلى فريقه لا من اللبس، وقائل ذلك يهود المدينة ونصارى نجران.

واندفع بهذا ما قيل لما كان اللف بطريق الجمع كان المناسب أن يكون النشر كذلك لأن رد السامع مقول كل فريق إلى صاحبه فيما إذا كان الأمران مقولين فكلمة أو لا يفيد مقولية أحد الأمرين، ووجه الدفع أن مقول المجموع لم يكن دخول الفريقين بل دخول أحدهما كما عرفت. وهذا الضرب لا يتصور فيه الترتيب وعدمه.

قيل وقد يكون الإجمال في النشر لا في اللف بأن يؤتى بمتعدد ثم بلفظ يشتمل على متعدد يصلح لهما كقوله تعالى: ﴿حتى يتبين لكم الخيط الأبيض من الخيط الأسود من الفجر﴾ على قول أبي عبيدة إن الخيط الأسود أريد به الفجر الكاذب لا الليل. وقال الزمخشري: قوله تعالى ﴿ومن آياته منامكم بالليل والنهار وابتغاؤكم من فضله﴾ من باب اللف وتقديره «ومن آياته منامكم وابتغاؤكم من فضله بالليل والنهار» إلا أنه فصل بين منامكم وابتغاؤكم بالليل والنهار لأنهما زمانان، والزمان والواقع فيه كشيء واحد مع إقامة اللف على الاتحاد. وهاهنا نوع آخر من اللف لطيف المسلك بالنسبة إلى النوع الأول وهو أن يذكر متعدد على التفصيل ثم يذكر ما لكل ويؤتى بعده بذكر ذلك المتعدد على الإجمال ملفوظا أو مقدارا، فيقع النشر بين لفين أحدهما مفصل والآخر مجمل، وهذا معنى لطف مسلكه وذلك كما تقول ضربت زيدا وأعطيت عمرا وخرجت من بلد كذا، وللتأديب والإكرام ومخافة الشر فعلت ذلك.